# Niphidium crassifolium
Niphidium crassifolium là một loài thực vật có mạch trong họ Polypodiaceae. Loài này được (L.) Lellinger miêu tả khoa học đầu tiên năm 1972.

## Hình ảnh

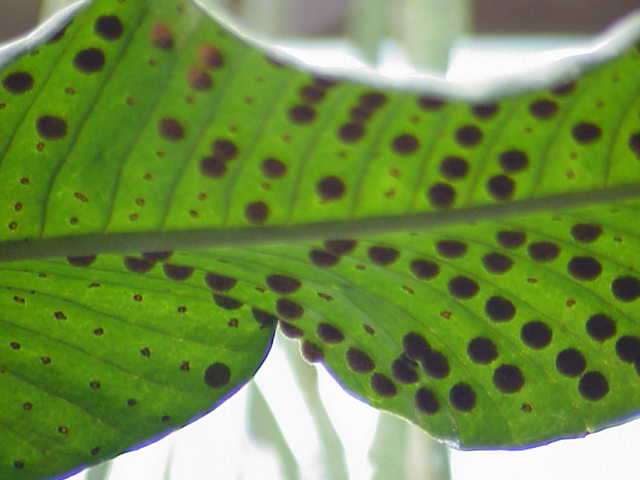
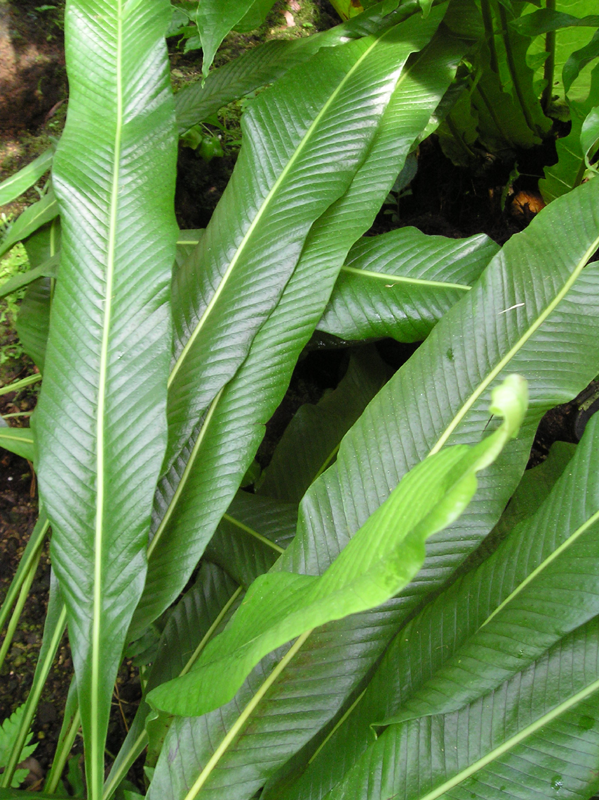
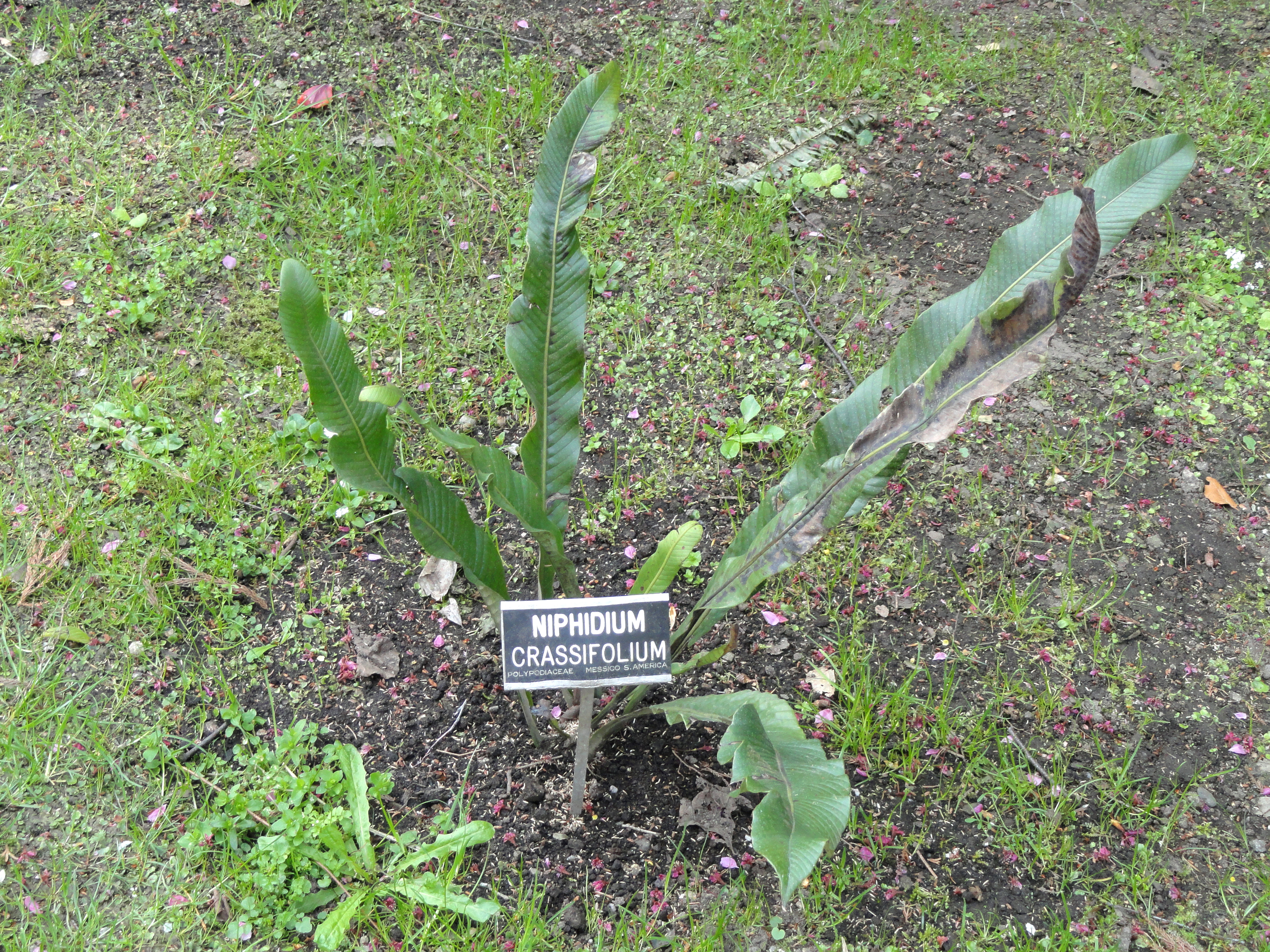
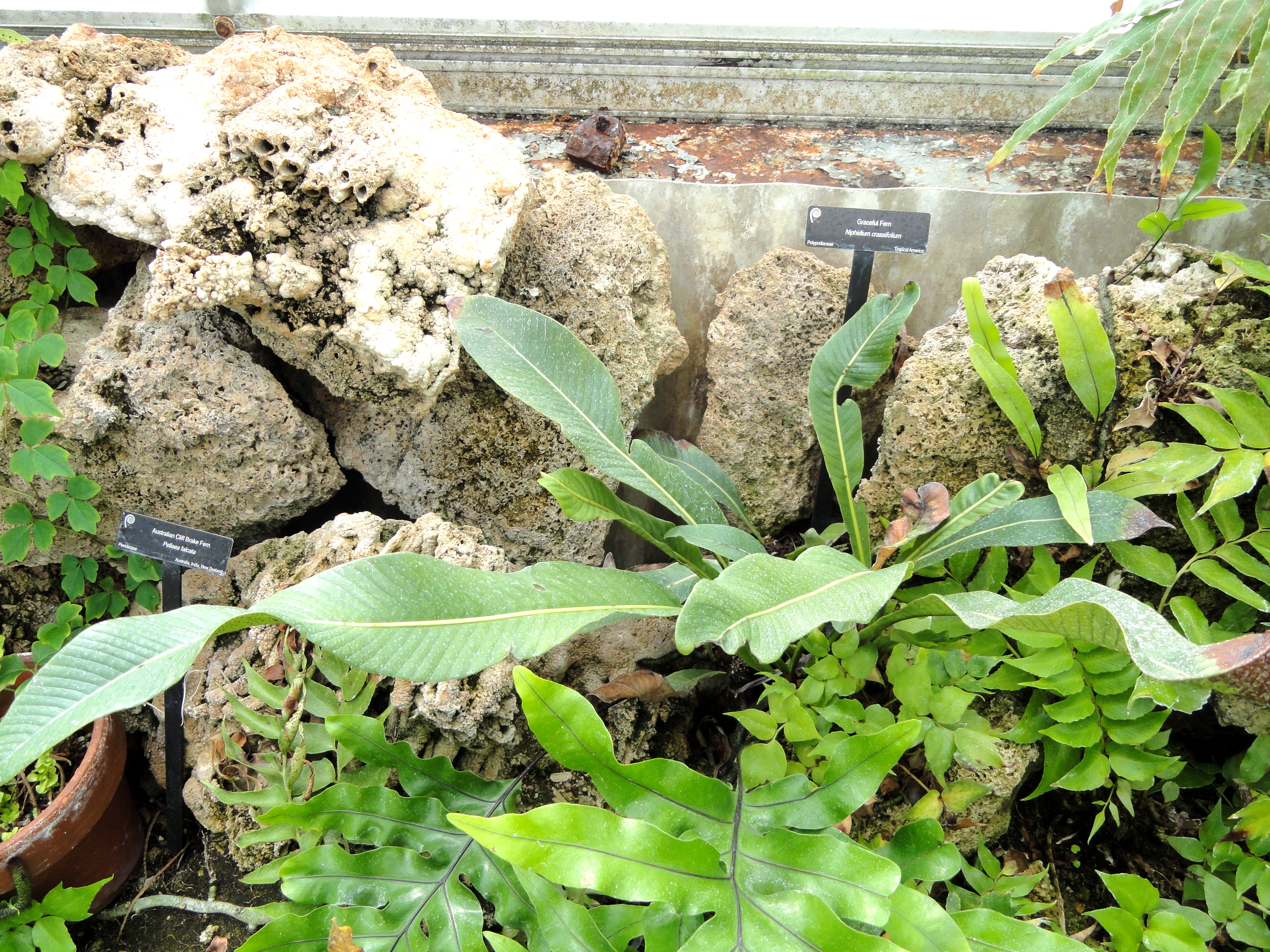